# Svenska biotermgruppen
Svenska biotermgruppen är en ideell förening med syfte att samordna och nyskapa termer inom livsvetenskaperna, främst de molekylära såsom biokemi, molekylärbiologi och vissa aspekter av genetik. Biotermgruppen sköttes tidigare av Terminologicentrum, och är löst modellerad efter Svenska datatermgruppen. Biotermgruppen utformar rekommendationer för vilka termer inom livsvetenskaperna som är lämpliga för svenska språket.